# Juicio de brujas en Lisboa
Los juicios de brujas en Lisboa tuvieron lugar entre 1559 y 1560 y derivó en la ejecución de seis mujeres por brujería. Este juicio llevó a una investigación general de brujería en Portugal, lo que resultó en 27 acusados adicionales. Podría decirse que fue el único juicio en Portugal con varias condenas a muerte.

## El juicio
El juicio de brujas en Lisboa de 1559 fue llevado a cabo por las autoridades seculares. Cinco mujeres fueron acusadas de brujería en la ciudad de Lisboa. En los registros del juicio, la acusada confesó haber tenido relaciones sexuales con el Diablo y dijo que era más placentero que el coito con los hombres mortales. Una de ellas confesó el asesinato de 200 bebés. También afirmaron que el Diablo y sus demonios, las visitaron en la cárcel y las abusó en sus celdas como castigo por sus confesiones. Las cinco mujeres sentenciadas fueron quemadas.
El juicio causó algún malestar. La Reina Catalina ordenó una investigación general sobre la brujería en Portugal. La investigación resultó en la detención de 27 personas por sospecha de brujería. De los 27 acusados, uno fue condenado a muerte. El resto de los culpables fueron condenados a otras penas, como la prisión, el destierro y los azotes. 
No hay otros casos que se asemejen al de Lisboa en Portugal. La Inquisición portuguesa mostró, en general falta de entusiasmo en la ejecución de personas por brujería. En el periodo 1626-1744 sólo cuatro personas fueron sentenciadas a muerte por este motivo, sin embargo 818 personas fueron acusadas de brujería por la Inquisición de Portugal entre 1600-1774, y a a pesar de que sólo cuatro recibieron penas de muerte, muchos murieron en la cárcel de la Inquisición. A pesar de que la documentación de las cortes seculares en Portugal es escasa, el juicio de Lisboa de 1559 es considerado como único en Portugal, donde la acusación de brujería normalmente no resultaba en una sentencia de muerte. Según los informes, sólo hubo una ejecución confirmada, llevada a cabo por la Inquisición portuguesa; en Evora, en 1626.